# Rough Mix
Rough Mix je album Petea Townshenda, kytaristy The Who, a Ronnieho Lanea, baskytaristy The Faces.

## Seznam skladeb
| Strana 1 | Strana 1              | Strana 1                                | Strana 1 |
| Pořadí   | Název                 | Autor                                   | Délka    |
| -------- | --------------------- | --------------------------------------- | -------- |
| 1.       | My Baby Gives It Away | Pete Townshend                          | 4:02     |
| 2.       | Nowhere to Run        | Ronnie Lane                             | 3:17     |
| 3.       | Rough Mix             | Ronnie Lane, Pete Townshend             | 3:12     |
| 4.       | Annie                 | Eric Clapton, Kate Lambert, Ronnie Lane | 2:56     |
| 5.       | Keep Me Turning       | Pete Townshend                          | 3:46     |
| 6.       | Catmelody             | Ronnie Lane, Kate Lambert               | 3:12     |

| Strana 2 | Strana 2                    | Strana 2                        | Strana 2 |
| Pořadí   | Název                       | Autor                           | Délka    |
| -------- | --------------------------- | ------------------------------- | -------- |
| 1.       | Misunderstood               | Pete Townshend                  | 3:01     |
| 2.       | April Fool                  | Ronnie Lane                     | 3:34     |
| 3.       | Street in the City          | Pete Townshend                  | 6:07     |
| 4.       | Heart to Hang Onto          | Pete Townshend                  | 4:29     |
| 5.       | Till the Rivers All Run Dry | Wayland Holyfield, Don Williams | 3:54     |